# Вельке Гінцово плесо
Вельке Гінцово Плесо (словац. Veľké Hincovo pleso) — озеро природного походження, що знаходиться на півночі Словаччини у Менгусовській долині у Високих Татрах.

## Назва
Назва озера походить від імені Гінцо — словацький аналог імені Ігнатій. За іншою версією назва виникла у часи, коли тут видобували золото. Місцева назва шахтарів-гірників — гінце (словац. hinze). Подібні назви мають також ряд географічних об'єктів, що розташовані поруч — гора Гінцова вежа, річка Гінцов та озеро Мале Гінцово плесо.

## Опис
Озеро є найбільшим та найглибшим гірським озером Словаччини. Його площа становить 20,2 га, а найбільша глибина — 53 м. Поверхня озера покрита льодом протягом приблизно 270 днів в році.

## Розташування
Озеро знаходиться у Гінцовій котловині Менгусовської долини у Високих Татрах. Раму для котловини утворюють одні з найвищих гір Словаччини — Копровський штіт, Чубрина, Великий, Простредний і Вихідний Менгусовські Штіти, Гінцова вежа і Менгусовський Воловець. Всі вони є піками головного гребеня Високих Татр. Знаходиться озеро на висоті 1946 м над рівнем моря. Відділене від Менгусовської долини високим і потужним скельним порогом. По сусідству з ним розташоване Мале Гінцово плесо.

## Туризм
Озеро лежить на важливому туристичному пішому шляху. Потрапити в Менгусовську долину можна або по магістралі з Штрбського Плеса (червоне маркування) або по лісовій дорозі від зупинки електричної залізниці Попрадське Плесо. Маркована стежка веде вздовж всієї долини аж до сідловини Вишнє Копровське сідло, звідки витривалі туристи можуть піднятися на Копровський штіт (повернення тим же шляхом). Від озера Вельке Гінцово плесо можна піднятися на сідловину Менгусовське сідло (зелене маркування, різниця в висотах 360 м). Найвигіднішим вихідним пунктом походів в Менгусовську долину і в її бічні долини є гірський готель біля озера Попрадське плесо.

## Фауна
В озері мешкає різновид форелі — кумжа (Salmo trutta fario). Це найвища точка у Словаччині де живе риба.